# La Vivienda de Arriba
La Vivienda de Arriba är en ort i Mexiko.   Den ligger i kommunen San Miguel de Allende och delstaten Guanajuato, i den centrala delen av landet, 250 km nordväst om huvudstaden Mexico City. La Vivienda de Arriba ligger 1 891 meter över havet och antalet invånare är 123.
Terrängen runt La Vivienda de Arriba är huvudsakligen platt, men söderut är den kuperad. Runt La Vivienda de Arriba är det ganska tätbefolkat, med 96 invånare per kvadratkilometer. Närmaste större samhälle är San Miguel de Allende, 13,5 km öster om La Vivienda de Arriba. Trakten runt La Vivienda de Arriba består i huvudsak av gräsmarker.